# فنی بنتلی
فنی بنتلی (به انگلیسی: Fenny Bentley) یک روستا و محله مدنی در بریتانیا است که در Derbyshire Dales واقع شده‌است. فنی بنتلی ۳۰۵ نفر جمعیت دارد.